# Otostigmus tibialis
Otostigmus tibialis är en mångfotingart som beskrevs av Brolemann 1902. Otostigmus tibialis ingår i släktet Otostigmus och familjen Scolopendridae. Inga underarter finns listade i Catalogue of Life.